# Nicotiana cutleri
Nicotiana cutleri är en potatisväxtart som beskrevs av W.G. D'arcy. Nicotiana cutleri ingår i släktet tobak, och familjen potatisväxter. Inga underarter finns listade i Catalogue of Life.